# دانييلي بادزوفيا
دانييلي بادزوفيا (بالإيطالية: Daniele Bazzoffia)‏ (11 يونيو 1988 بأسيزي في إيطاليا - ) هو لاعب كرة قدم إيطالي في مركز الهجوم. شارك مع منتخب إيطاليا تحت 18 سنة لكرة القدم ومنتخب إيطاليا تحت 19 سنة لكرة القدم. أما مع النوادي، فقد لعب مع نادي بارما ونادي سيتاديلا ونادي غوريتسا وسيتا دي بونتيديرا وAC Sansovino ‏ ونادي أريتسو ونادي غوبيو ونادي أولهانينسي ونادي غروسيتو.

## روابط خارجية
- دانييلي بادزوفيا على موقع قاعدة بيانات كرة القدم.إي يو (الإنجليزية)
- دانييلي بادزوفيا على موقع Soccerway.com (الإنجليزية)